# Discoveryprogramma

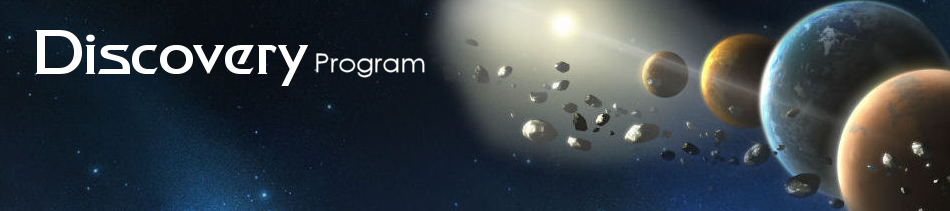
Discoveryprogramma

Het NASA Discovery-programma bestaat uit een reeks doelgerichte wetenschappelijke ruimtemissies die veel goedkoper zijn dan NASA's traditionele ruimteprogramma's zoals de zeer dure Flagship-programma's of het eveneens duurdere New Frontiers-programma. Het programma is gebaseerd op de visie van NASA-directeur Daniel S. Goldin om effectievere interplanetaire missies uit te voeren, die "sneller, beter en goedkoper" zijn dan de traditionele NASA missies. De manier van werken verschilt sterk van de traditionele insteek van NASA. De doelstellingen worden namelijk voorgesteld door een willekeurige organisatie, vervolgens nauwkeurig gespecificeerd, terwijl er sterk op de kosten wordt gelet.
De voorstellen zijn afkomstig van teams bestaande uit mensen uit de industrie, kleine ondernemingen, de publieke sector, of universiteiten, en worden geleid door een Principal Investigator (PI). De voorstellen worden dan geselecteerd door een concurrerend peer reviewproces. De tijd van ontwikkelingsfase tot lanceerdatum is niet langer dan 36 maanden. In 2006 werden de kosten begroot op $425 miljoen.

## Geslaagde missies
- NEAR Shoemaker, een missie naar planetoïde Eros. De missie is geslaagd en met succes geland op oppervlakte van Eros.
- Pathfinder & Sojourner, een landing op Mars, waarbij een miniatuurkarretje op de planeet werd gezet.
- Lunar Prospector, een Maansatelliet om de mineraalsamenstelling van de maan in kaart te brengen.
- Deep Impact, een opdracht naar de komeet Tempel 1. Na de succesvolle voltooiing van deze opdracht, werd het toestel "in winterslaap" gezet, en gereactiveerd voor een andere missie, EPOXI.
- Stardust, verzamelde gegevens van de staart van komeet 81P/Wild. Een capsule keerde succesvol naar de Aarde terug op 15 januari 2006. Het moederschip is "in winterslaap" gezet in een baan om de Zon.
- MESSENGER, betreft een studie om Mercurius in kaart te brengen. De lancering was op 3 augustus 2004, en is op 18 maart 2011 in een baan rond Mercurius geplaatst. De missie werd in 2015 beëindigd.
- Dawn, is een missie om de dwergplaneet Ceres en de planetoïde Vesta te bestuderen en werd gelanceerd op 27 september 2007. Vesta werd in 2011 en 2012 bestudeerd en Ceres werd vanaf 2015 bestudeerd. Met het opraken van de brandstof werd op 1 november 2018 de missie beëindigd.
- Kepler is een ruimtetelescoop om ons deel van de Melkweg te onderzoeken op Aardeachtige planeten. Deze werd gelanceerd op 7 maart 2009. Op 30 oktober 2018 raakte de brandstof op en werd de missie beëindigd.
- GRAIL was tussen 10 september 2011 en 7 maart 2012 een missie om het zwaartekrachtsveld van de Maan te meten.
- InSight, een kleine marslander die op 5 mei 2018 is gelanceerd en op 26 november 2018 met succes landde om de inwendige structuur van Mars te onderzoeken.

## Gedeeltelijk geslaagde missies
- Genesis, een opdracht om zonnewinddeeltjes te verzamelen. De sonde voerde zijn taak met succes uit, maar de parachute van de terugkeercapsule ging niet open, waardoor de capsule verpletterde tijdens de landing in de woestijn van Utah. Sommige zonneionenexperimenten konden desalniettemin worden geborgen en worden bestudeerd. Genesis wordt momenteel naar het Aarde-Zon Lagrangepunt (L1) gestuurd.

## Mislukte missies
- CONTOUR, een missie met als doelstelling een rendez-vous met de kometen Encke en Schwassmann-Wachmann-3. De missie is gelanceerd vanaf Cape Canaveral op 3 juli 2002, maar op 15 augustus ging het contact met de ruimtesonde verloren. Uit onderzoek bleek, dat de ruimtesonde in minstens drie stukken was gebroken, waarschijnlijke veroorzaakt door een probleem met de raketmotor, die het van een baan om de aarde in een om de zon moest stuwen.

## Lopende missies

### Opzichzelfstaande missies
- Lucy, een ruimtesonde die een aantal planetoïden en Trojanen zal bezoeken en bestuderen. Lucy wordt in 2021 met een Atlas V gelanceerd en zal in 2027 aankomen bij de eerste groep L4 Trojanen.

## Missions of opportunity
Missions of opportunity zijn geen complete Discovery-missies, maar vormen een deel van een grotere missie, of een verlenging van een eerder uitgevoerde missie. Ze geven de wetenschapsgemeenschap gelegenheid deel te nemen aan missies van andere organisaties. NASA financiert dan alleen een wetenschappelijk instrument, delen van een instrument of het leveren van expertise voor een kritisch deel van de uiteindelijke missie. Ook stelt NASA wel bestaande ruimtevaartuigen ter beschikking die ontworpen werden voor andere missies.

### Lopende mission’s of opportunity
- Aspera-3 ontworpen om de interactie tussen de zonnewind en de atmosfeer van Mars te bestuderen en bevindt zich aan boord van de orbiter Mars Express van de Europese Ruimtevaartorganisatie.

### Afgelopen mission’s of opportunity
- Maan Mineralogie Mapper[2] is een door NASA ontworpen instrument, dat aan boord van ISRO's Chandrayaan orbiter werd geplaatst. De lancering was op 22 oktober 2008, het instrument werd enkele weken later, op 12 november actief en de missie stopte op 20 september 2009 nadat een maand eerder het contact met Chandrayaan-1 vroegtijdig verloren ging.

## Toekomstige missies
Op 4 januari 2017 geselecteerd
- Psyche, die de metaal-planetoïde 16 Psyche zal bestuderen. Psyche zou aanvankelijk in 2023 worden gelanceerd en zeven jaar later aankomen bij 16 Psyche[3]. Op 24 mei 2017 maakte NASA bekend de missie in 2022, een jaar eerder, te lanceren en al in 2026 bij Psyche 16 te arriveren. Deze vluchttijdverkorting komt doordat een lancering in 2022 een effectievere baan volgt[4]. In 2020 boekte NASA een Falcon Heavy voor de lancering.[5] Door een laat ontdekt defect in de sonde moest de lancering met meer dan een jaar worden uitgesteld en staat deze nu weer voor oktober 2023 gepland.

Op 2 juni 2021 kondigde NASA Administrator, Bill Nelson, tijdens zijn State of NASA-toespraak, de selectie van twee nieuwe missies naar Venus aan.
- Davinci+ is een bolvormige afdaalsonde die de samenstelling van Venus atmosfeer tijdens de afdaling zal meten om het broeikaseffect op Venus te leren begrijpen. Daarnaast hoopt men er foto’s van hoge kwaliteit te kunnen maken. De lancering zal tussen 2028 en 2030 plaatsvinden.
- Veritas (ruimtesonde) is een orbiter die het oppervlak van Venus in kaart moet brengen met meetapparatuur om kennis over de geologische geschiedenis op te doen. De lancering zal tussen 2028 en 2030 plaatsvinden.